# Promachus barbatus
Promachus barbatus är en tvåvingeart som först beskrevs av Carl Ludwig Doleschall 1857.  Promachus barbatus ingår i släktet Promachus och familjen rovflugor. Inga underarter finns listade i Catalogue of Life.